# Préfontaines
Préfontaines é uma comuna francesa na região administrativa do Centro, no departamento Loiret. Estende-se por uma área de 11,58 km². Em 2010 a comuna tinha 454 habitantes (densidade: 39,2 hab./km²).